# Dancer in the Dark
Dancer in the Dark ("Dansare i mörkret") är en dansk musikalfilm från 2000, skriven och regisserad av Lars von Trier, med isländska musikern Björk i huvudrollen. Filmen vann Guldpalmen vid filmfestivalen i Cannes 2000, där även Björk prisades för bästa kvinnliga huvudroll. Vid Oscarsgalan 2001 blev filmen nominerad i kategorin bästa sång, för låten "I've Seen It All".

## Handling
År 1964 har den tjeckiska emigranten Selma Ježková (Björk), flyttat till USA med sin son, Gene Ježek (Vladica Kostic). De lever ett fattigt liv, och Selma arbetar på en fabrik med sin goda vän Kathy (en ungersk emigrant), som hon ger smeknamnet Cvalda (Catherine Deneuve). Hon hyr en husvagn på stadspolisen Bill Houstons (David Morse) och hans frus Lindas (Cara Seymour) egendom. Hon uppvaktas också ständigt av den blyge men envise Jeff (Peter Stormare).
Selma har en degenerativ ögonsjukdom och håller på att förlora synen. Hon har sparat pengar för att ha råd att betala för en operation som kommer förhindra att hennes son också förlorar synen. Hon deltar även i repetitioner för en produktion av The Sound of Music och följer med Kathy till den lokala biografen, där de tillsammans ser på sagolika Hollywood-musikaler, och Cvalda förklarar handlingen för henne.
I hennes vardagsliv, börjar Selma dagdrömma. Snart inser Jeff och Cvalda att Selma knappt kan se alls. Bill avslöjar även för Selma att hans matrealistiska fru Linda spenderar mer än vad han tjänar, och att banken kommer ta hans hus. För att trösta Bill, avslöjar Selma sin ögonsjukdom och hoppas att de kan hålla varandras hemligheter. Bill gömmer sig sedan i hörnet av Selmas hem, medveten om att hon inte kan se honom, och ser att hon lägger pengar i en köksburk. Dagen efter blir Selma avskedad från sitt jobb på grund av ett slarvfel hon begått på nattskiften innan. När hon kommer hem för att stoppa undan sin sista lön upptäcker hon att burken är tom; hon går till huset bredvid för att anmäla stölden till Bill och Linda, varpå Linda förklarar att Bill tagit hem deras kassaskåp för att räkna deras besparingar, följt av en anklagelse om att Selma stött på Bill kvällen innan.
Medveten om att Bill inte hade några pengar och att pengarna han räknar måste vara hennes, konfronterar hon honom och försöker återta sina pengar. Han drar pistol mot henne, och i ett slagsmål blir han skadad. Linda springer till polisen på Bills kommando. Bill ber sedan Selma att ta hans liv, och berättar att det är det enda sättet för henne att återfå pengarna han stulit från henne. Selma skjuter mot honom ett antal gånger, men på grund av hennes blindhet lyckas hon bara skada Bill ytterligare. Slutligen ger hon Bill nådastöten genom att slå kassaskåpet mot hans huvud. Selma glider i trans, och föreställer sig att Bills lik ställer sig upp och dansar tryckare med henne och uppmanar henne att fly. Hon flyr, och tar pengarna till The Institute for the Blind (De blindas institut) för att betala för hennes sons operation innan polisen kan ta pengarna ifrån henne.
Selma blir anhållen och satt i rättegång. Hon blir här stämplad som mördare och kommunistisk sympatisör. Trots att hon talar så mycket sanning om situationen hon kan vägrar hon att avslöja Bills hemlighet, och hävdar att hon lovade att hålla det hemligt. När hennes påstående att hon inte hade några pengar på grund av att hon skickat dem till sin far i Tjeckoslovakien bevisas vara osant döms hon till dödsstraff via hängning. Cvalda och Jeff förstår till slut situationen, och får Selmas pengar tillbaka, och använder istället dem för att betala för en försvarsadvokat som kan få henne friad. Selma blir rasande och vägrar advokaten, och hävdar att hon hellre mottar dödsstraffet än att låta hennes son bli blind. Selma blir återigen uppjagad, medveten om att hon inväntar sin död. Den sympatiska fängelsevakten Brenda (Siobhan Fallon) försöker trösta henne, medan de övriga vakterna ser fram emot hennes avrättning. Brenda lyckas uppmuntra Selma till att gå med hjälp av olika ljud. Vid galgen blir hon skräckslagen och faller till marken, så att hon måste sättas fast i en kollapsbräda. Hennes hysteri när huvan placeras över hennes huvud fördröjer avrättningen. Selma börjar att gråta hysteriskt och Brenda lika så, men Cvalda rusar upp för att informera henne att operationen var lyckad och att Gene kommer att se. Lättad, sjunger Selma den sista sången vid galjen utan musikaliskt ackompanjemang, men hängs innan hon sjungit färdigt.

## Rollista
| Björk             | – Selma Jezkova       |
| Catherine Deneuve | – Kathy               |
| David Morse       | – Bill Houston        |
| Peter Stormare    | – Jeff                |
| Joel Grey         | – Oldrich Novy        |
| Cara Seymour      | – Linda Houston       |
| Jean-Marc Barr    | – Norman              |
| Željko Ivanek     | – åklagare            |
| Siobhan Fallon    | – Brenda              |
| Udo Kier          | – Dr. Porkorny        |
| Jens Albinus      | – Morty               |
| Stellan Skarsgård | – doktor              |
| Eric Voge         | – officer             |
| Paprika Steen     | – kvinna på nattskift |

## Produktion
Filmen spelades in i och kring Trollhättan i Sverige, men utspelar sig 1964 i delstaten Washington i USA. Anledningen till att den spelades in i Sverige uppgavs vara att Lars von Trier är flygrädd. 
Bland annat målades två diesellok tillhörande Tågab i orange och svart för att se ut som amerikanska lok tillhörande det sedan 1970 nedlagda järnvägsbolaget "Great Northern". Båda loken hade 2017 fortfarande kvar sin målning från filminspelningen.

### Musik
Filmens soundtrackalbum, med titeln Selmasongs, är skriven och komponerad av Björk. Albumet gavs ut den 18 september 2000 på skivbolaget One Little Indian Records och består av sju låtar, varav tre är duetter – "Cvalda" med Catherine Deneuve, "I've Seen It All" med Thom Yorke och "107 Steps" med Siobhan Fallon.

## Adaptioner
En operauppsättning hade urpremiär på Köpenhamnsoperan under hösten/vintern 2010. Tonsättare var Poul Ruders.

## Övrigt
- "Dancer in the Dark" är titeln på en låt av finländska rockgruppen The Rasmus. Låten, som har inspiration från själva filmen, finns med på bandets sjätte album Hide from the Sun från 2005. Texten skrevs av sångaren Lauri Ylönen som är ett stort fan till Björk.